# Villiers-en-Bois
Villiers-en-Bois är en kommun i departementet Deux-Sèvres i regionen Nouvelle-Aquitaine i västra Frankrike. Kommunen ligger i kantonen Brioux-sur-Boutonne som tillhör arrondissementet Niort. År 2022 hade Villiers-en-Bois 124 invånare.

## Befolkningsutveckling
Antalet invånare i kommunen Villiers-en-Bois
| Referens: INSEE |